# Maija Tammi
Maija Tammi (Lieto, 1985) est une photographe photojournaliste finlandaise.

## Biographie
Tammi a obtenu en 2010 un master en photojournalisme à l'université de Tampere et a également étudié la photographie d'art et le cinéma au Canada et à New York en tant qu'élève du photographe de Magnum Photos Christopher Anderson. Tammi a obtenu son doctorat à l'université d'Aalto en 2017, au département des médias, avec une thèse sur la représentation de la maladie dans la photographie.
En 2010, Tammi a été nommée photographe de presse de l'année. En 2009, ses images ont été les préférées du public dans le cadre du même concours. En 2011, Tammi a remporté le prix Fotofinlandia pour sa série Bingo. Le lauréat a été sélectionné par le réalisateur Dome Karukoski, qui a souligné l'importance sociale des images, car elles nous obligent à regarder un aspect de la Finlande que nous n'aimons pas voir. En 2011, Tammi a également été finaliste du festival de photojournalisme Visa pour l'Image.
Outre le bingo, Tammi a photographié des familles groenlandaises, la vie des mormons et des nains new-yorkais. Sa série de photos Removals comprend des tumeurs et des parties du corps ayant subi une ablation chirurgicale, et la série Leftover comprend des masques de radiothérapie. En octobre 2014, Kehrer Verlag a publié la série sous la forme d'un livre dont la mise en page a été conçue par Ville Tietäväinen. Ses photos ont également été présentées dans plusieurs magazines étrangers tels que Slate, Wired et Vogue Italie.
En 2015, Tammi a été co-commissaire de l'exposition Space and Sex Journey 2015 au Science Centre Heureka avec le collectif 11 documentary photographers et la publication en ligne Long Play.

## Distinctions
- Rencontres d'Arles
- prix Fotofinlandia 2011